# Estoa de Hermes
La Estoa de Hermes (en griego antiguo: Stoά των Ἐρμών, romanizado: Stoa tōn Hermōn) era una antigua estoa, o sala con columnas, situada en la parte noroeste de la antigua Ágora de Atenas.
Fue construida poco después del 479 a. C. para albergar al Hermes de Ágora. Posiblemente fue construida por Cimón. No se han realizado hallazgos arqueológicos de la Estoa y se desconoce su ubicación exacta. Solo se conoce por fuentes literarias (Esquines y Antifonte). Delante de la estoa se han encontrado la Estoa Basileos, con hermas y pedestales con inscripciones en estatuas, que probablemente estén relacionados con la estoa y pueden haber estado situados cerca.
En los primeros mapas de la zona del Ágora, solía dibujarse en la parte noroeste, al norte de la Estoa Basileos y de la Estoa Pecile.  
Sin embargo, en 1981 se encontró la Estoa Pecile en el lugar donde se había colocado la Estoa de Hermes en los mapas. Por lo tanto, la estoa debía de estar situada en otro lugar. Una posibilidad es que estuviera situada en un lateral, fuera del ágora propiamente dicha. Sin embargo, esto no concuerda con las pruebas arqueológicas. Por tanto, también se ha sugerido que la llamada Estoa de Hermes era en realidad el mismo edificio que la Estoa Basileos.